# Charlottetown
Pour les articles homonymes, voir Charlottetown (homonymie).

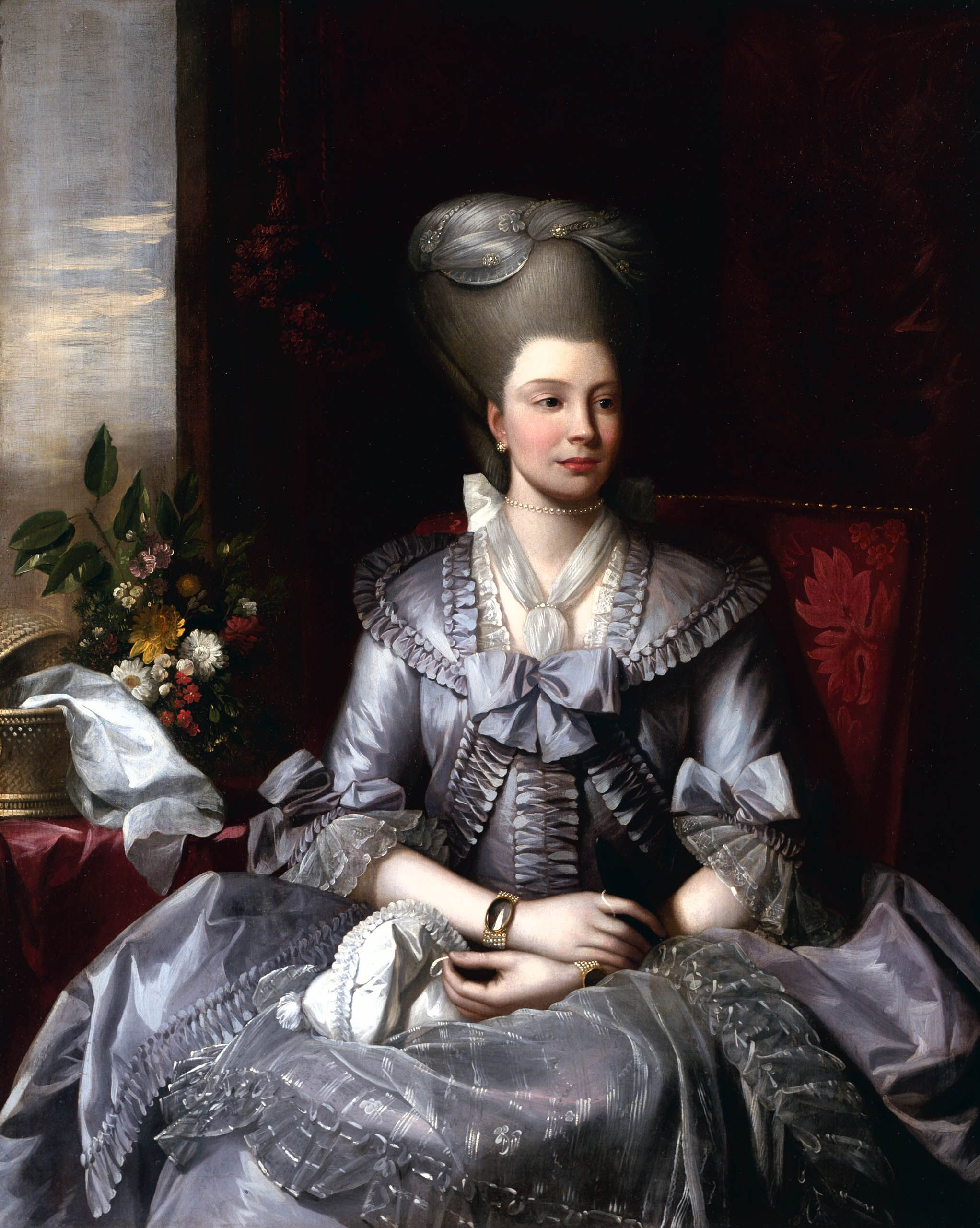
La ville est nommée en l'honneur de la reine Charlotte, consort du roi George III.

Charlottetown (prononcé en français : /ʃaʁ.lɔt.tawn/, en anglais : /ˈʃɑɹ.lətˌtaʊn/) est une ville canadienne, capitale de la province de l'Île-du-Prince-Édouard ; elle est également la plus grande ville de l'île et le chef-lieu du comté de Queens. La ville est nommée en l'honneur de la reine Charlotte, consort du roi George III. Charlottetown est constituée en village en 1855 et désignée comme une ville en 1885.
Charlottetown est l'hôte de ce qui est maintenant appelé la Conférence de Charlottetown en 1864, la première étape du processus menant à la Confédération canadienne. Pour cela, la ville adopte la devise Cunabula Foederis, « Berceau de la Confédération ».
En 1995 la ville fusionne avec les communautés de Sherwood, Parkdale, Hillsborough Park, West Royalty et East Royalty. Charlottetown comptait 34 562 habitants en 2011 et sa région métropolitaine 64 487, soit un peu moins de la moitié de la population de la province, qui s'élève à 167 680 personnes.

## Toponymie
Le nom de la ville est changé en 1768 en l'honneur de la Reine Charlotte, épouse de George III du Royaume-Uni.

## Géographie

### Géographie physique

#### Situation
Charlottetown est situé près du centre géographique de l'île, dans le comté de Queens. La ville se trouve à 55 kilomètres à l'est du pont de la Confédération et à 60 kilomètres au nord du terminal de traversiers de Wood Islands. La ville est bordée au sud par le havre de Charlottetown, formé par la confluence de la rivière Hillsborough, qui longe la ville à l'est, de la rivière du Nord, qui passe à l'ouest, et la rivière de l'Ouest. Le havre de Charlottetown communique avec la baie de Hillsborough, à quatre kilomètres au sud. Ce dernier se déverse ensuite dans le détroit de Northumberland, à 15 kilomètres au sud.
Charlottetown est traversée par la route transcanadienne. Elle est aussi desservie par les routes 2, 15 et 25. La ville est desservie par l'aéroport de Charlottetown ainsi que par des autobus interurbains.

#### Climat
| Mois                                  | jan.       | fév.       | mars       | avril      | mai       | juin      | jui.      | août      | sep.      | oct.      | nov.       | déc.       | année           |
| ------------------------------------- | ---------- | ---------- | ---------- | ---------- | --------- | --------- | --------- | --------- | --------- | --------- | ---------- | ---------- | --------------- |
| Température minimale moyenne (°C)     | −12,1      | −11,7      | −7         | −1,2       | 4,1       | 9,6       | 14,1      | 13,7      | 9,6       | 4,4       | −0,5       | −7         | 1,3             |
| Température moyenne (°C)              | −7,7       | −7,3       | −3,1       | 3,1        | 9,2       | 14,5      | 18,7      | 18,3      | 14,1      | 8,3       | 2,9        | −3,3       | 5,7             |
| Température maximale moyenne (°C)     | −3,4       | −2,9       | 0,9        | 7,2        | 14,3      | 19,4      | 23,3      | 22,8      | 18,6      | 12,3      | 6,3        | 0,5        | 9,9             |
| Record de froid (°C) date du record   | −32,8 1877 | −30,6 1922 | −27,2 1948 | −16,1 1964 | −6,7 1946 | −1,1 1947 | 2,8 1914  | 2 1989    | −0,6 1950 | −6,7 1974 | −17,2 1873 | −28,1 1980 | −32,8 1/29/1877 |
| Record de chaleur (°C) date du record | 15,1 1999  | 13,3 1976  | 24,5 2012  | 26,7 1942  | 31,7 1977 | 32,2 1944 | 33,9 1975 | 36,7 1935 | 31,5 2001 | 27,8 1922 | 21,3 1982  | 16,7 1950  | 36,7 19/8/1935  |
| Ensoleillement (h)                    | 108,9      | 109,1      | 141,3      | 148,2      | 197,1     | 219,8     | 253,6     | 219       | 181       | 123,9     | 62,9       | 75,8       | 1 840,5         |
| Précipitations (mm)                   | 101        | 83,2       | 86,3       | 83,7       | 91        | 98,8      | 79,9      | 95,7      | 95,9      | 112,2     | 112,5      | 118,1      | 1 158,2         |
| dont pluie (mm)                       | 34,1       | 29,8       | 44,1       | 59,7       | 87,2      | 98,8      | 79,9      | 95,7      | 95,9      | 110,3     | 93         | 58,6       | 887,1           |
| dont neige (cm)                       | 73,3       | 58,3       | 44,1       | 24,4       | 3,7       | 0         | 0         | 0         | 0         | 1,7       | 19,2       | 65,6       | 290,4           |
| Nombre de jours avec précipitations   | 19,3       | 15,7       | 15,9       | 15,3       | 14,1      | 13,2      | 12,6      | 11,7      | 12,8      | 15        | 16,9       | 19,8       | 182,4           |
| Nombre de jours avec neige            | 17,3       | 13,7       | 12,2       | 6,4        | 0,93      | 0         | 0         | 0         | 0,03      | 1         | 6,4        | 15,3       | 73,2            |

| Diagramme climatique                                  |               |           |             |           |             |              |              |             |              |              |            |
| J                                                     | F             | M         | A           | M         | J           | J            | A            | S           | O            | N            | D          |
| −3,4−12,1101                                          | −2,9−11,783,2 | 0,9−786,3 | 7,2−1,283,7 | 14,34,191 | 19,49,698,8 | 23,314,179,9 | 22,813,795,7 | 18,69,695,9 | 12,34,4112,2 | 6,3−0,5112,5 | 0,5−7118,1 |
| Moyennes : • Temp. maxi et mini °C • Précipitation mm |               |           |             |           |             |              |              |             |              |              |            |

Charlottetown a un Climat continental humide (Koppen Dfb) modéré partiellement par la localisation de l'Île-du-Prince-Édouard dans le Golfe du Saint-Laurent. Les hivers y sont plus doux que pour les villes situées à des latitudes similaires à l'intérieur du continent; la température moyenne en janvier est de −8,0 °C, et la température minimale est de −20,0 °C ou moins sur une moyenne de 8 jours par mois. Cependant, à cause de sa position côtière, les précipitations d'hiver sous forme de neige sont fréquentes et souvent intenses; la moyenne saisonnière de chute de neige est de 312 cm. Le réchauffement printanier est graduel  dû au réchauffement plus lent de la masse thermique que représente l'océan environnant. Les étés sont plutôt doux, à cause des courants maritimes; la température maximale moyenne pour juillet étant de 23,2 °C.  La moyenne pour les précipitations est de 1 170 mm par année, avec les plus fortes précipitations à la fin de l'automne et de l'hiver.

### Géographie humaine

#### Démographie
| Origine Ethnique  | Population | Pourcentage |
| ----------------- | ---------- | ----------- |
| Écossais          | 24,345     | 42,2 %      |
| Canadien          | 20,530     | 35,6 %      |
| Anglais           | 19,205     | 33,3 %      |
| Irlandais         | 18,775     | 32,5 %      |
| Français          | 10,675     | 18,5 %      |
| Allemands         | 3,335      | 5,8 %       |
| Hollandais        | 2,000      | 3,5 %       |
| Premières nations | 1,390      | 2,4 %       |
| Pays de Galles    | 1,310      | 2,3 %       |
| Acadiens          | 1,070      | 1,9 %       |
| Libanais          | 510        | 0,9 %       |

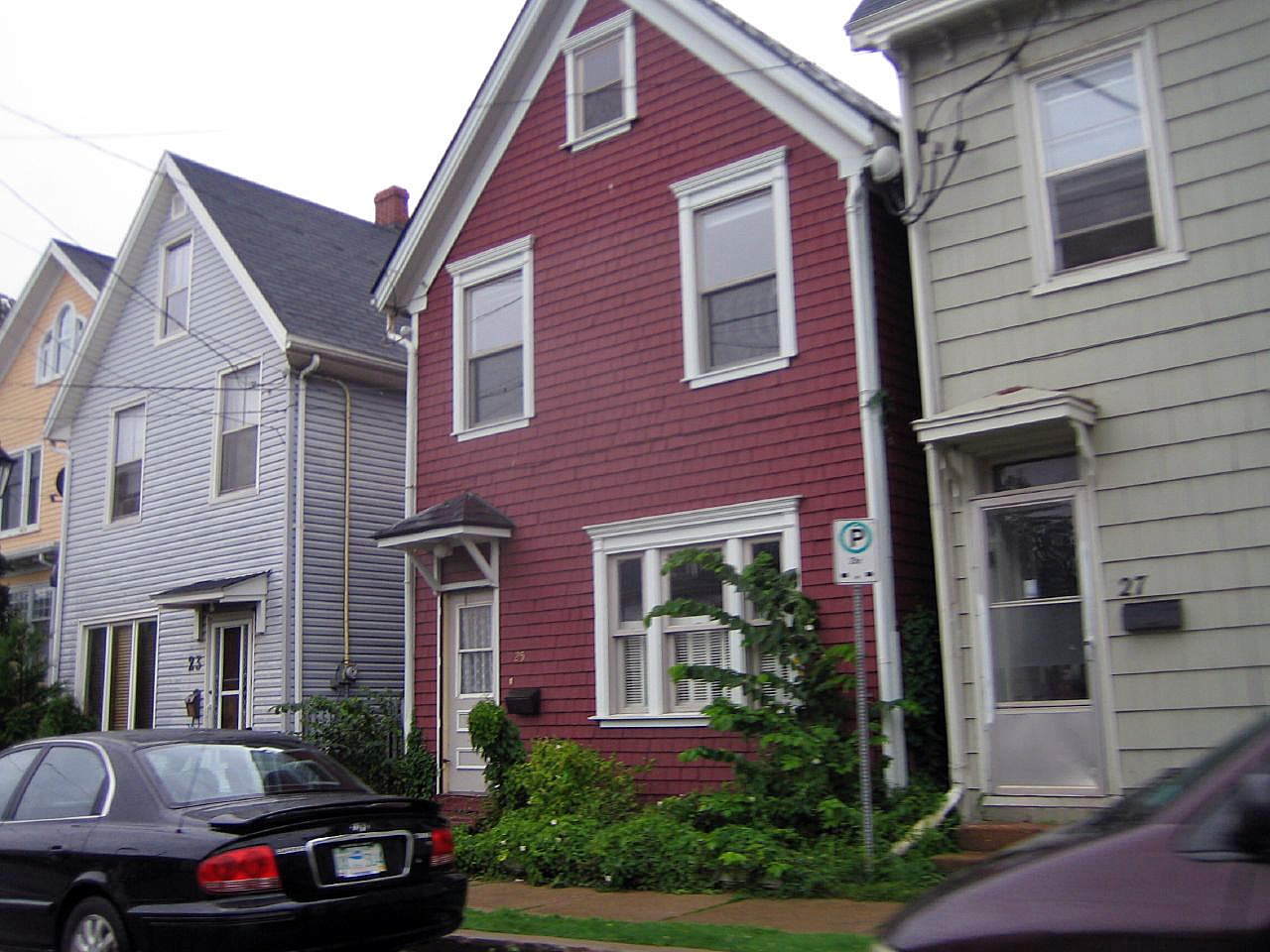
Maisons typiques de la classe ouvrière.

D'après le recensement de 2011, la ville de Charlottetown avait 34 562 résidents.  Charlottetown est dominé par les gens avec des ancêtres européens, mais la population africaine et chinoise augmente.
D'après le recensement de 2006, la ville de Charlottetown avait 32 174 résidents dont environ 45,5 % étaient des hommes et 54,5 % étaient des femmes. Les enfants en bas de cinq ans composaient environ 4,3 % de la population de Charlottetown. Comparé à 4,9 % pour l'Île-du-Prince-Édouard, et 5,3 % pour le Canada.
En 2006, 17,2 % des résidents de Charlottetown étaient à l'âge de retraite (65 et plus) comparé à 14,9 % pour l'Île-du-Prince-Édouard et 13,7 % pour le Canada; alors, l'âge médian est de 41,3 années comparé à 40,8 années pour l'Île-du-Prince-Édouard et 39,5 années pour tout le Canada.
D'après le recensement de 2001, le revenu médian pour les foyers de la ville est de 52 996 CAD et le revenu moyen pour une famille est de 77 008 $. Les hommes ont un revenu médian de 42 519 $ contre 28 136 $ pour les femmes. Le revenu par habitant pour la ville est de 29 710 $. 12,2 % de la population et 8,0 % des familles sont en dessous du seuil de pauvreté. De toute la population, 9,6 % de ceux de moins de 18 ans et 10,3 % de ceux de plus de 65 ans vivent sous le seuil de pauvreté.
Entre les recensements de 2001 et de 2006, la population de Charlottetown a baissé de 0,2 %, comparé à une augmentation de 0,4 % pour l'Île-du-Prince-Édouard. La densité de la population de Charlottetown est en moyenne de 725,8 habitants par kilomètre carré, comparé à une moyenne provinciale de 23,9 habitants par kilomètre carré pour l'Île-du-Prince-Édouard.
La région de la Division de recensement comprend Charlottetown et les villages avoisinants de Stratford et Cornwall, ainsi que les régions rurales du centre-est du Comté de Queens, c'est-à-dire Terrains 31, 34, 35, 36, 48, 49 et 65.
D'après le recensement de 2001 de Statistique Canada, plus de neuf sur dix habitants de Charlottetown métropolitain se disaient des Chrétiens. Cela fait 91.7 % chrétiens (46,0 % catholique romain, 42,6 % protestant et 3,0 % autre chrétien surtout des Orthodoxes), 7,3 % sans religion et d'autres religions qui comptent moins que 1,0 % incluant les musulmans, les bouddhistes et les juifs.

#### Transport
La localisation centrale de Charlottetown dans la province, en a fait un point tournant pour le transport.  Historiquement, la ville fut le centre du réseau de chemin de fer de la province.
Le développement du réseau routier à la fin du 20e a fait que la ville fut le point central de plusieurs routes principales de la province. Route 1, la Route Transcanadienne, divise partiellement les banlieues du nord, reliant avec Riverside Drive, le pont de la rivière Hillsborough et le pont North River Causeway sur une autoroute à accès limité liant la ville avec le Pont de la Confédération dans l'ouest et le terminus des Traversiers Northumberland dans l'est.  Route 2, l'autoroute principale est-ouest de la province entrecroise la Route 1 dans la ville.
L'aéroport de Charlottetown est le seul aéroport de la province avec un horaire pour transporter des passagers, qui dessert 280 000 passagers par an.
Le T3 Transit est la dernière réincarnation de plusieurs essais depuis les années 1970 à implanter un moyen de transport public.  Des autobus à temps fixes circulent dans la municipalité depuis 2005.
L'absence du transport public pendant plusieurs décennies à Charlottetown a obligé les gens à une dépendance aux automobiles, avec le gouvernement municipal qui a construit trois massifs garages à étages dans le secteur historique pour desservir les automobiles des travailleurs du centre-ville.  La ville a statistiquement plus de taxis que les autres villes canadiennes en moyenne parce que les taxis étaient le dernier moyen de transport pour les gens sans auto.  Les taxis à Charlottetown utilise une tarification à base de zones à l'opposé des compteurs et les automobiles n'ont pas de partition protectrice entre le chauffeur et le client.

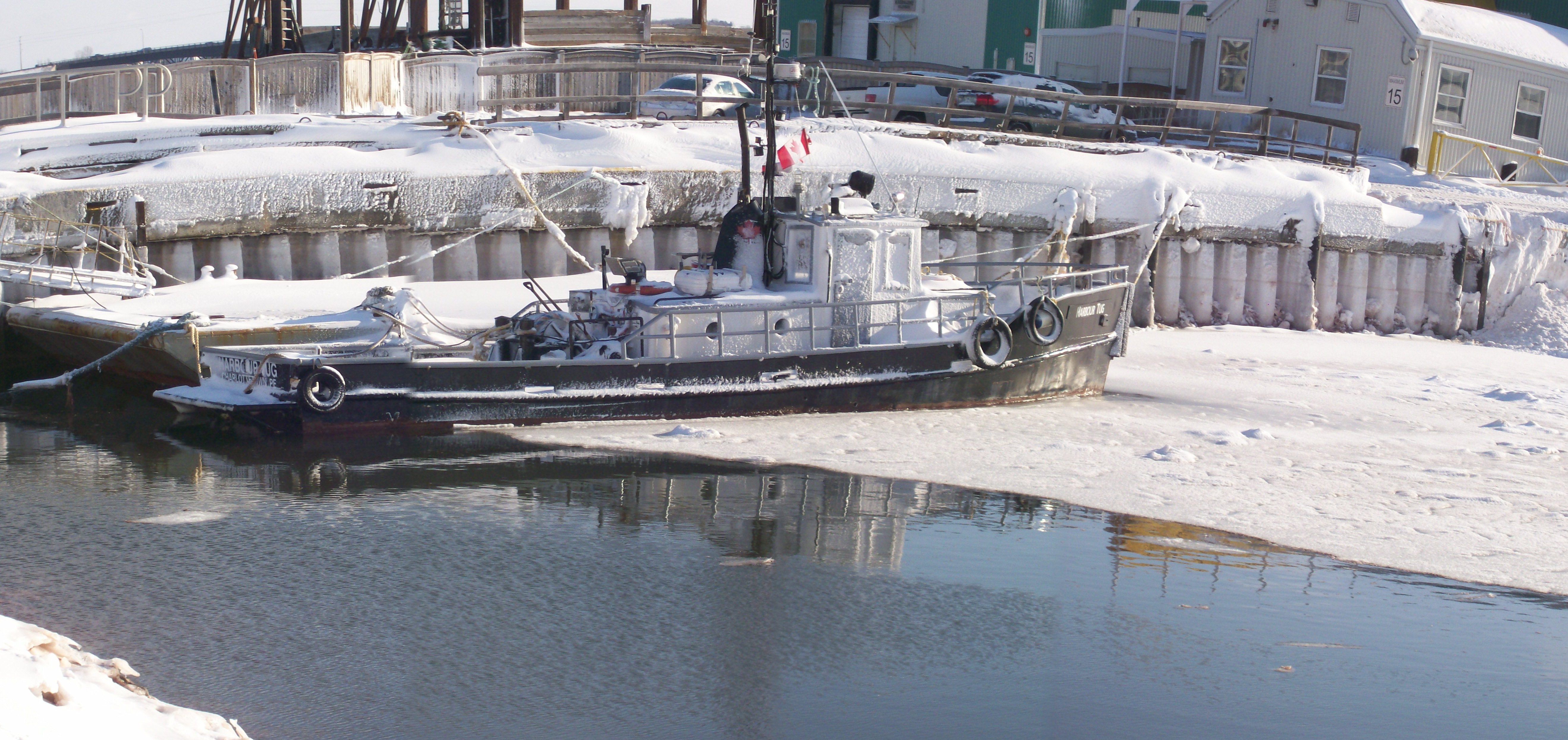
Un remorqueur à Charlottetown durant l'hiver.

La "Charlottetown Harbour Authority" dirige le port commercial et est en train d'agrandir un quai qui était déjà maintenu par le gouvernement fédéral. L'importation du gravier pour la construction est l'activité principale du port.
Le centre-ville compte un tunnel piétonnier depuis 2011.

#### Logement
La ville comptait 14 995 logements privés en 2006, dont 13 728 occupés par des résidents habituels. Parmi ces logements, 48,0 % sont individuels, 9,4 % sont jumelés, 2,7 % sont en rangée, 3,7 % sont des appartements ou duplex, 33,5 % sont des immeubles de moins de cinq étages et 0,3 % sont des immeubles de plus de cinq étages. Enfin, 2,4 % des logements entrent dans la catégorie autres, tels que les maisons-mobiles. 52,8 % des logements sont possédés, les autres étant loués. 73,3 % ont été construits avant 1986 et 6,6 % ont besoin de réparations majeures. Les logements comptent en moyenne 6,2 pièces et 0,7 % des logements comptent plus d'une personne habitant par pièce. Les logements possédés ont une valeur moyenne de 171 206 $, comparativement à 144 404 $ pour la province.

## Tourisme

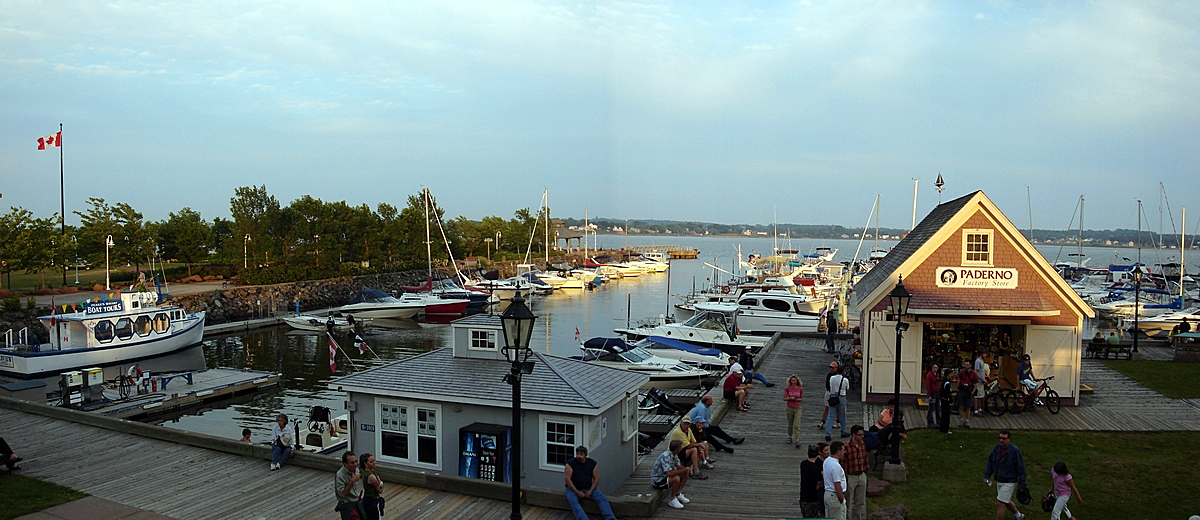
Peakes Quay dans le port de Charlottetown.

Charlottetown est une destination populaire dans l'est canadien pour les visiteurs des autres provinces maritimes, le centre du Canada et le nord-est des États-Unis, car la ville est un lieu central dans la province et a plusieurs services.
La grille routière de la ville avec sa planification du centre-ville a beaucoup de maisons et d'édifices de l'Époque victorienne, ainsi que le projet de développement autour du port dans les dernières décennies qui a ajouté des sentiers pour piétons et des parcs à des endroits industriels auparavant. Un embarcadère pour les navires de croisière fut ouvert en septembre 2007 lequel, les partisans espèrent, va faire de la ville une attraction touristique pour les vaisseaux voyageant dans le Golfe du Saint-Laurent.
Des sites populaires de la ville sont la législature provinciale à Province House, qui fut l'hôte de la Conférence de Charlottetown, ainsi que Founders Hall, un édifice pour réparer les chemins de fer qui est maintenant un endroit pour montrer les changements historiques qui ont créé le Canada comme nation.
Le Centre de Confédération des Arts fourni du théâtre, y compris le Festival de Charlottetown durant l'été, ainsi qu'une galerie d'arts.  Le Festival de Charlottetown a la pièce musicale la plus populaire et jouée le plus longtemps au Canada, Anne of Green Gables - The Musical, qui est une adaptation du roman de l'auteure née dans l'île Lucy Maud Montgomery. Plusieurs petits théâtres et des galeries entoure le Centre de Confédération comme le Mac (théâtre MacKenzie), l'Arts Guild et la galerie Pilar Shepard.

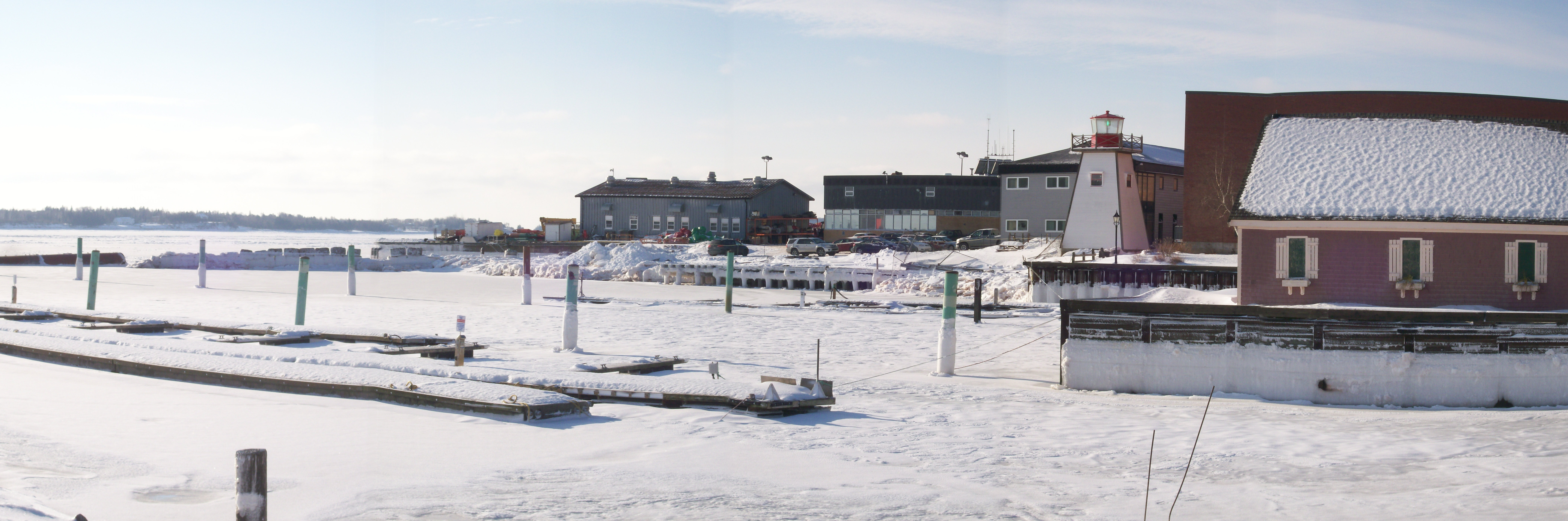
Phare de Charlottetown durant l'hiver.

## Histoire

### 1720 - 1758

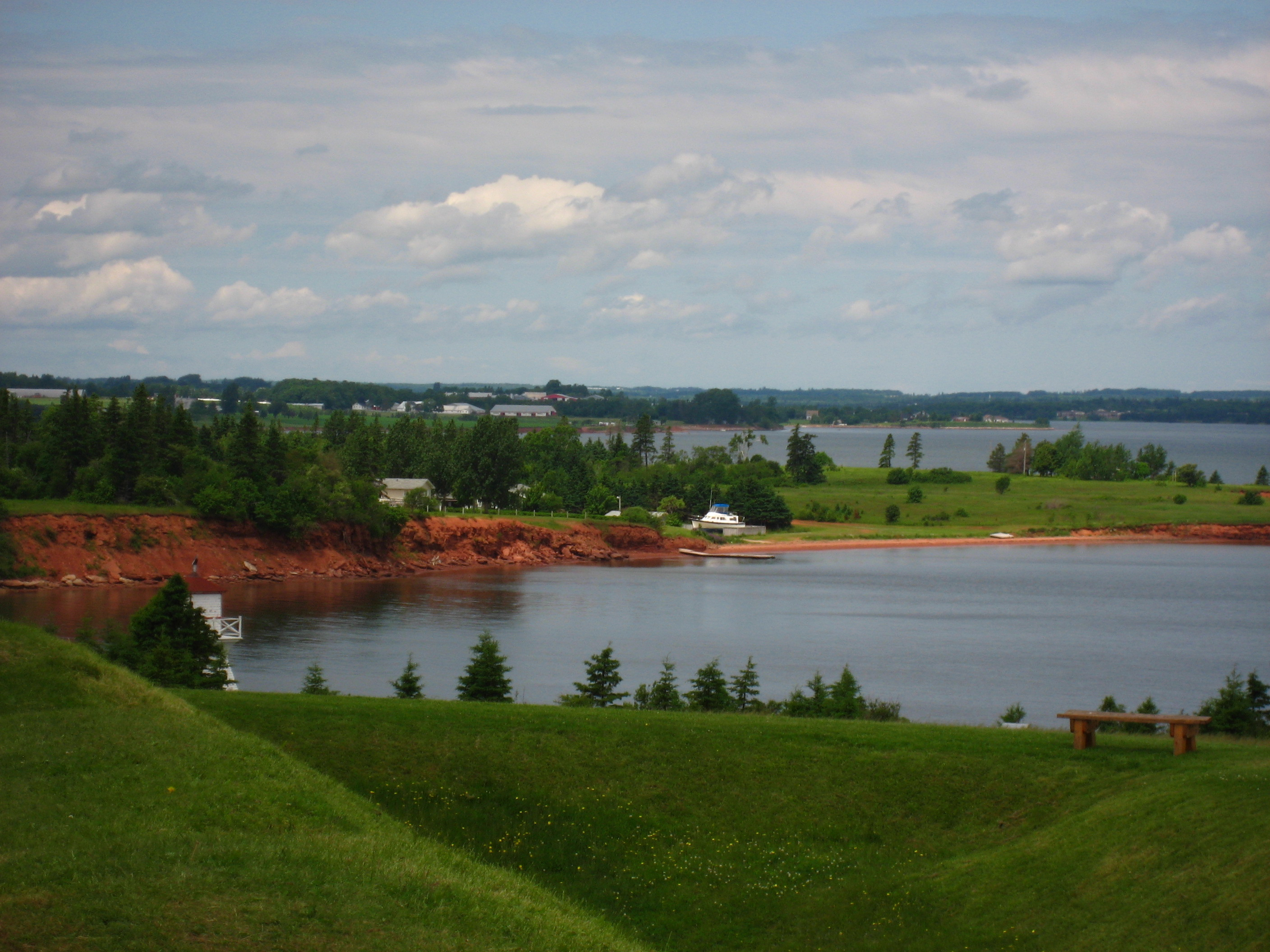
Fort Amherst est situé au sud de la ville sur le côté ouest du port de Charlottetown.

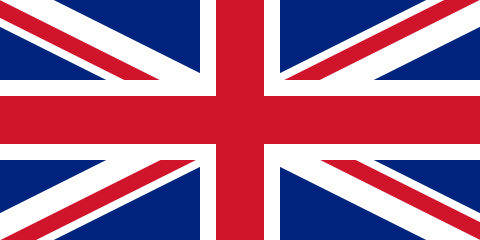
Les Britanniques prennent le contrôle du territoire en 1758.

Dans le cadre de la colonie canadienne de la Nouvelle-France des français habitant à la forteresse de Louisbourg fondent en 1720 la ville de Port-la-Joye, du côté sud-ouest du port actuel. Cette colonie est dirigée par Michel Haché-Gallant, qui utilise son voilier pour apporter les Acadiens de Louisbourg. La plupart des Acadiens de la Nouvelle-Écosse sont déportés par les Britanniques à partir de 1755 lorsqu'ils refusent de prêter un serment d'allégeance. En août 1758, au milieu de la Déportation des Acadiens, la flotte britannique prend le contrôle de la colonie et du reste de l'île, déportant les Acadiens qu'ils peuvent trouver dans la campagne de l'île Saint-Jean. Les Britanniques construisent le Fort Amherst près du site abandonné de la colonie de Port-la-Joye pour protéger l'entrée du port.

### 1759 - 1855

En 1764, Charlottetown est choisie pour être le siège du comté de Queens.

Charlottetown fut choisi pour le siège du comté de Queens dans l'arpentage colonial de 1764 par le capitaine Samuel Holland des ingénieurs royaux. Un an après, Charlottetown fut nommé la capitale coloniale de l'île St. John.  D'autres arpentages entrepris entre 1768–1771 décidèrent le placement des rues et les lieux publics qui existent encore dans le district historique.  La ville est nommée en honneur de la reine Charlotte, consort du roi George III.
La première session de l'Assemblée législative a lieu en 1773.
Le 17 novembre 1775, la nouvelle capitale de la colonie fut saccagée par des corsaires du Massachusetts, des participants dans la Guerre d'indépendance des États-Unis. Pendant l'attaque, le sceau colonial fut volé et plusieurs prisonniers, comme Phillips Callbeck et Thomas Wright, furent apportés à Cambridge, Massachusetts et relâchés plus tard.
La première école est inaugurée en 1780.
En 1793, des terrains étaient mis de côté par le gouverneur Fanning sur les limites ouest de la communauté pour "l'administrateur du Gouvernement" (le gouverneur), et fut connu sous le nom de la "Fanning Bank".
Le 29 novembre 1798, île St. John fut renommé à l'Île-du-Prince-Édouard en honneur d'Édouard-Auguste de Kent qui était le commandant en chef de l'Amérique du Nord.
Le premier bureau de poste de l'Île ouvre ses portes en 1802.
En 1805, la garnison britannique locale a construit une défense pour le port appelé "Fort Edouard" à l'ouest du quai de la capitale et la "Prince Edward Battery" protégeait l'endroit.
Le marché public Round Markjet House ouvre ses portes en 1823.
En 1835, la maison du gouvernement fut construite à Fanning Bank comme une résidence pour le Gouverneur de la colonie. Aujourd'hui, c'est la résidence officielle pour les lieutenants-gouverneurs.
L'Académie Centrale est inaugurée en 1836. La PEI Steam Navigation Company est constituée et commence son service de traversiers plus tard la même année.
De 1843 et 1847, un nouvel édifice législatif fut construit dans la communauté. Nommé l'édifice Colonial originairement, après la confédération avec le Canada, son nom changea à Province House. Cet édifice fut terminé par Isaac Smith comme bâtisseur/architecte fut un grand moment dans l'histoire de la capitale et est toujours utilisé par la législature provinciale et est un Lieu historique national, et est le deuxième plus vieux siège législatif du Canada.
L'Examiner est publié à partir de 1847. L'éclairage au gaz est introduit en 1854. La ville de Charlottetown est constituée en municipalité en 1855, la même année où le Collège Dunstans ouvre ses portes, où la Banque de l'Île-du-Prince-Édouard est constituée et où les services de police et de pompiers sont formés.
Le 17 avril 1855, Charlottetown fut incorporé comme ville, tenant sa première réunion de conseil le 11 août de cette année.  La communauté avait 6 500 résidents.

### 1856 - 1885
L'école normale est établie en 1856. Les lampadaires aux gaz sont installés en 1859. Le prince de Galles, futur roi Édouard VII, visite la ville en 1860; la Central Academy est renommée collège Prince of Walles pour l'occasion. Le Patriot est publié en 1864.
Du 1 au 7 septembre 1864, Charlottetown fut l'hôte de ce qui est maintenant appelé la Conférence de Charlottetown.  Bien qu'il y eut plusieurs rencontres et négociations qui conduiraient à la Confédération canadienne furent dans Province House, plusieurs évènements sociaux se répandirent dans les communautés avoisinantes.
Le Grand incendie de Charlottetown détruit une partie de la ville en 1866. Le Charlottetown Guardian est publié pour la première fois en 1872. 

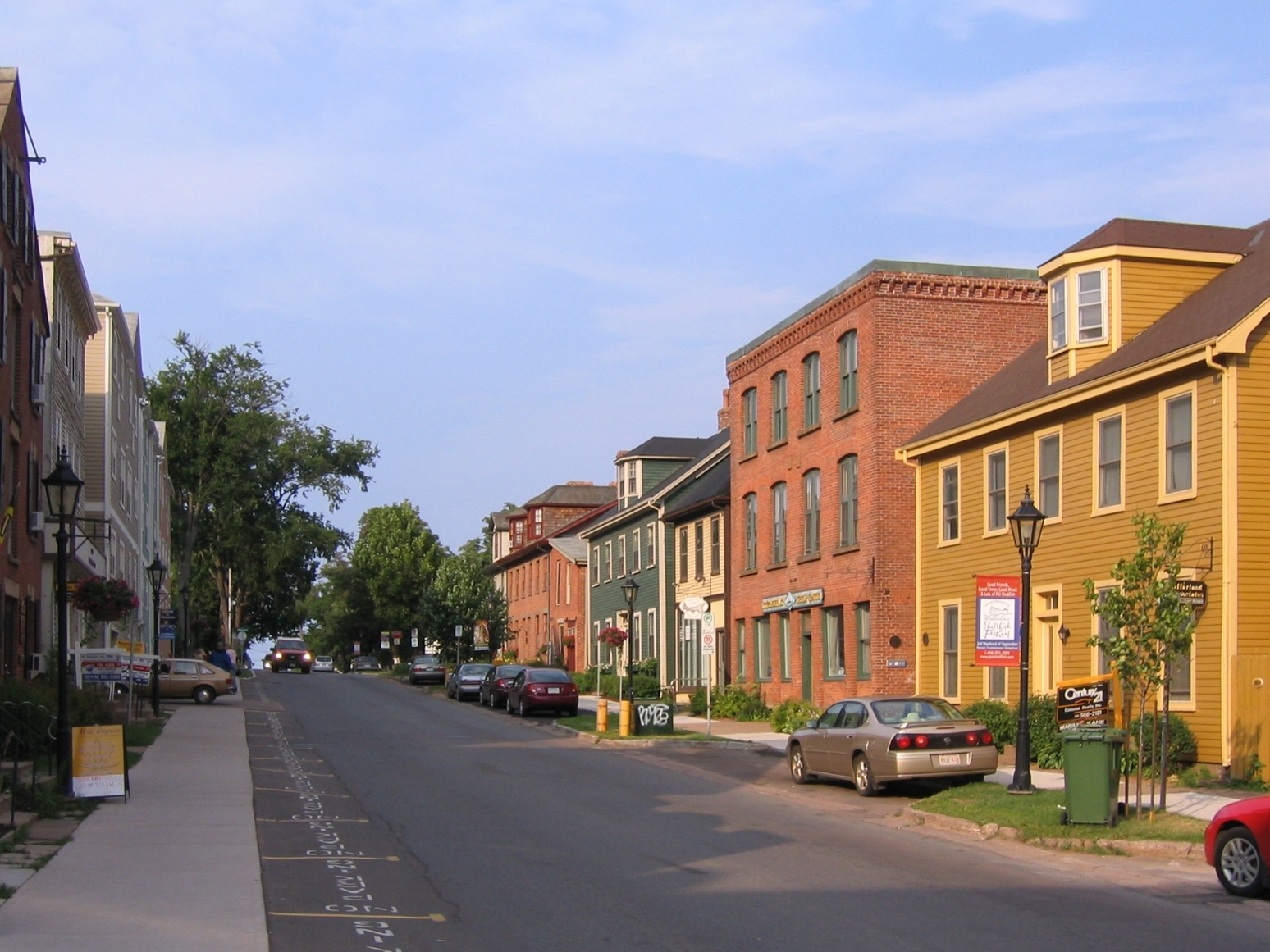
Vue de Water Street.

Le 14 juin 1873, le "Government House Farm" à Fanning Bank fut désigné un parc municipal, nommé par Victoria en honneur de la reine Victoria.
L'Île-du-Prince-Édouard entre la Confederation le 1er juillet 1873.
À part d'être le siège du gouvernement colonial, la communauté était reconnue au début du XIXe siècle pour la Construction navale et son industrie de bois et aussi comme étant un port pour les pêcheurs. La construction navale diminua à la fin du XIXe siècle. En août 1874, le chemin de fer de l'Île-du-Prince-Édouard a ouvert sa ligne principale entre Charlottetown et Summerside.  Le chemin de fer, ainsi que sa construction navale, propulsa le développement industriel près du quai pour plusieurs décennies.
Les commissions scolaires sont établies en 1877. En 1879, un hôpital psychiatrique, désormais l'hôpital Hisslborough, est ouvert.
Le premier centre de santé de la province, l'hôpital de Charlottetown, fut ouvert par le Diocèse de Charlottetown en 1879,
L'hôpital de l'Île-du-Prince-Édouard opéré par les fonds publics est inauguré en 1884, la même année où le téléphone est installé et que l'allée Victoria est reconstruite à la suite d'un incendie. L'éclairage électrique est introduit en 1885.
En 1885, le statut de la municipalité fut promu à une ville.

### 1886 - 1950
La religion avait un rôle central sur le développement des institutions à Charlottetown avec des écoles publiques (c.-à-d. protestantes) et catholiques  (Catholic Queen Square, Notre Dame et St Joseph. contre Protestant West Kent et Prince Street) (hôpitaux (Hopital Île-du-Prince-Édouard contre Hopital Charlottetown), et des institutions post-secondaires (Prince of Wales College contre St. Dunstan's University) furent fondés.  St. Dunstan était un séminaire au début pour entrainer les prêtres; et le Maritime Christian College fut fondé en 1960 pour entrainer les pasteurs pour certaines religions protestantes à Île-du-Prince-Édouard et les Provinces maritimes.

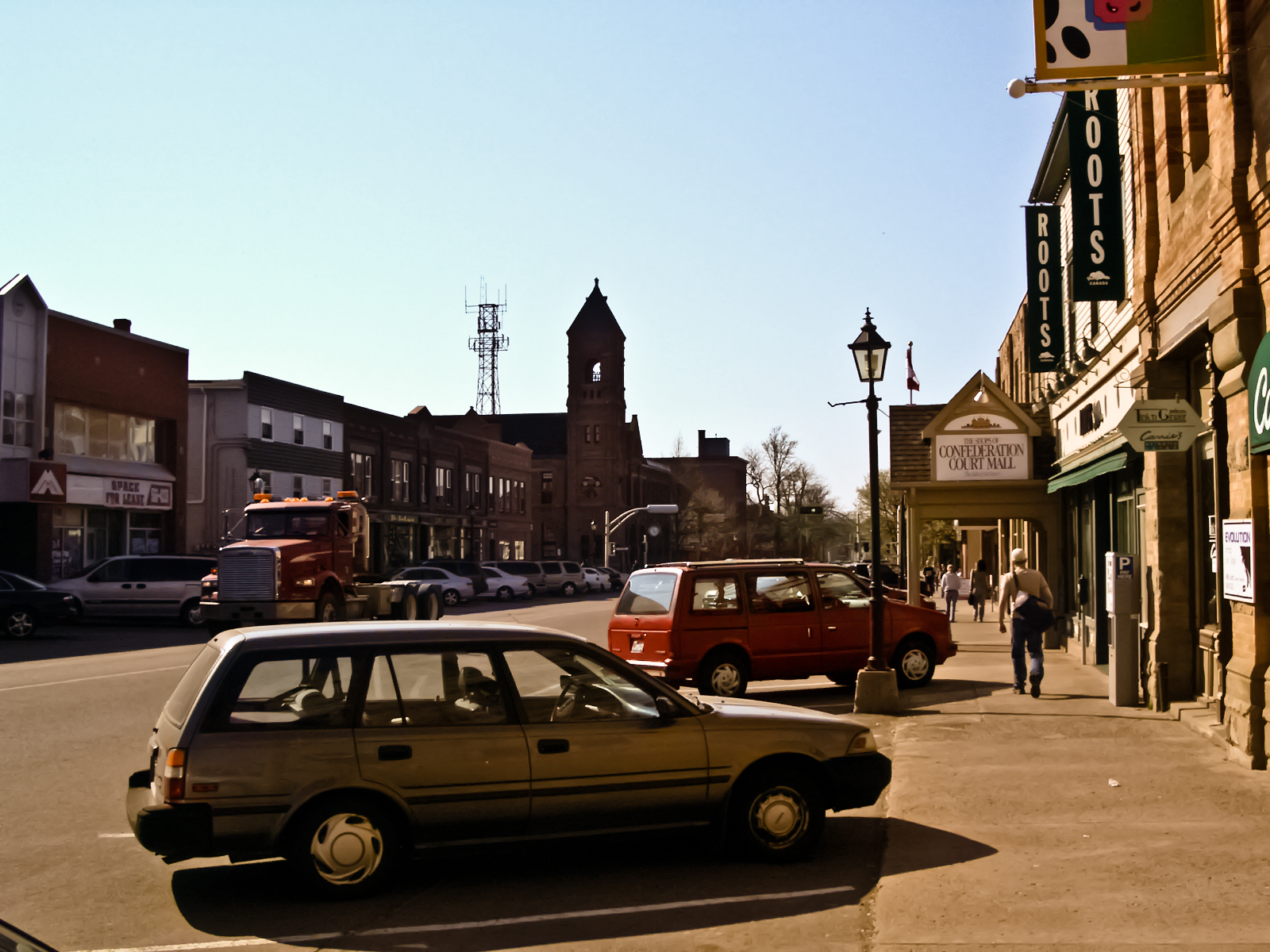
Queen Street dans le district des affaires.

Comme le reste de l'Amérique du Nord, l'automobile a formé le développement de Charlottetown, quand les fermes des régions rurales de Brighton, Spring Park et Parkdale virent une croissance d'habitations.  L'aérodrome de Charlottetown dans Sherwood fut modernisé en partie pour le British Commonwealth Air Training Plan et fonctionnait pour la durée de la deuxième guerre mondiale comme RCAF Station Charlottetown, en liaison avec RCAF Station Mount Pleasant et RCAF Station Summerside.  Après la guerre la piste fut renommée à l'Aéroport de Charlottetown.  Le chantier naval de Charlottetown fut beaucoup utilisé pendant la guerre, pour améliorer et moderniser plusieurs vaisseaux de guerre de la Marine royale canadienne.  Après la guerre, plusieurs développements résidentiels s'étendirent dans les régions rurales, surtout dans les régions rurales de Sherwood, West Royalty et East Royalty.

### 1951 - présent
En 1959, le village de Spring Park fut fusionné avec la ville, prolongeant la frontière nord de la ville de Kirkwood Drive à Hermitage Creek y compris le campus de l'université St. Dunstan.
Pour célébrer le centenaire de la conférence de Charlottetown, les dix gouvernements provinciaux et le gouvernement du Canada ont contribué pour un monument national pour les « Pères de la Confédération ».  Le Centre de Confédération des Arts, qui a ouvert ses portes en 1964, est un cadeau aux résidents de l'Île-du-Prince-Édouard et inclut une bibliothèque publique, une galerie d'arts renommée, un groupe théâtral qui joue au Festival de Charlottetown chaque été.

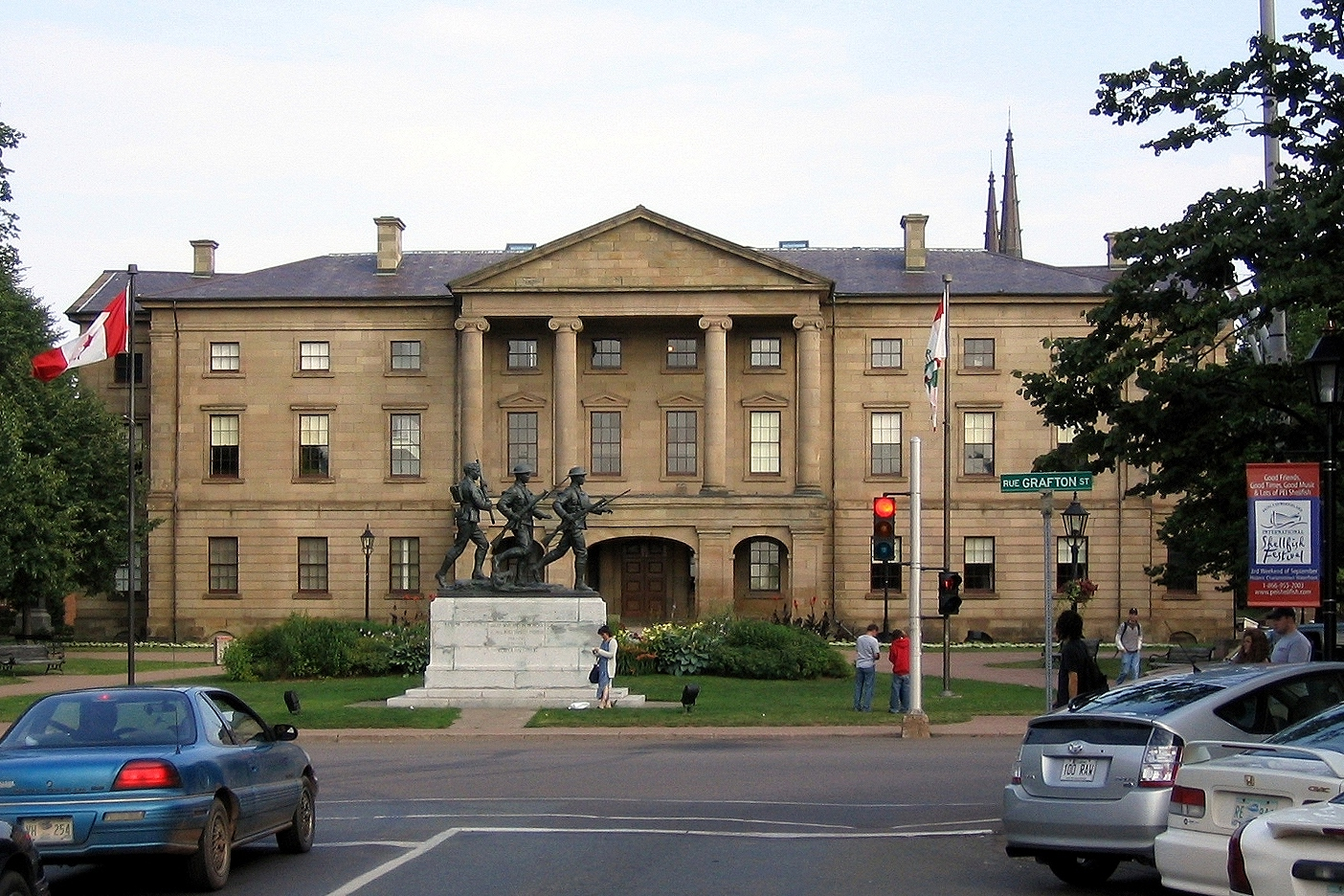
Province House est le deuxième plus vieil édifice législatif au Canada et le foyer de l'Assemblée législative de l'Île-du-Prince-Édouard.

Dans les années 1960, de nouvelles écoles publiques furent construites dans la communauté et en 1969, la ville fut le foyer de la fusion de l'université de l'Île-du-Prince-Édouard (UPEI), localisé sur l'ancien campus de l'université St. Dunstan. Avec Agriculture et Agroalimentaire Canada et la ferme expérimentale de Charlottetown (aussi connue comme Ferme Ravenwood), ces propriétés sont un grand espace vert entouré de la ville. Le campus du centre-ville de Prince of Wales College est devenu une partie d'un nouveau collège provincial nommé collège Holland, en honneur du capitaine Samuel Holland. Le Plan de Développement Compréhensif à la fin des années '60 contribua immensément à l'expansion du gouvernement provincial à Charlottetown dans la décennie suivante.
L'hôpital Queen Elizabeth fut ouvert en 1982. En 1983, le quartier général du ministère des Anciens Combattants fut déménagé à Charlottetown en raison du programme de décentralisation du gouvernement fédéral.  En 1986, UPEI s'agrandit avec l'ouverture de l'Atlantic Veterinary College.
Durant les années 1970 à 1990, Charlottetown agrandira son espace bureaucratique et commercial.  Un hôtel près du port et un centre de convention furent complétés en 1982 qui aide et encourage la diversification dans la région, causant la construction de complexes résidentiels et de magasins au centre-ville. L'abandon de services de trains dans la province par CN en décembre 1989 fit que les terres du train et des industries du côté est du port furent transformées en parcs et attractions culturelles.
Pendant la fin des années 1990 et les années 2000, un changement majeur s'est fait dans les sortes de magasins avec l'ouverture de magasins à grande distribution à l'endroit où des centres d'achat existaient dans les banlieues du nord, particulièrement dans la région de West Royalty, qui est une route de jonction clé.
En 1995 Charlottetown fut fusionné avec Sherwood, Parkdale, Winsloe, West Royalty et East Royalty.  Depuis la fusion, la ville occupe la plus grande partie de Queens Royalty.
Le district de centre d'affaires augmente constamment puisque le gouvernement et le secteur privé doivent construire des bureaux; aussi des institutions sont bâties ou modernisées, mais les magasins au détail dans le secteur de bureaux de Charlottetown ont souffert de la construction de magasins à grande distribution dans les banlieues.

## Économie
La croissance de l'économie fut lente jusqu'au milieu du XIXe siècle, quand la ville devint un chantier naval.
Le recensement de 2006 de Statistique Canada fournit aussi des données sur l'économie. Chez les habitants âgés de plus de 15 ans, le taux d'activité était de 64,6 %, le taux d'emploi était de 58,8 % et le taux de chômage étaient de 9,0 %. À titre de comparaison, ceux de la province étaient respectivement de 68,2 %, 60,7 % et 11,1 %.
On dénombrait 2,5 % des emplois dans l'agriculture, la pêche et les autres ressources, 5,9 % dans la construction, 4,2 % dans la fabrication, 2,2 % dans le commerce de gros, 13,1 % dans le commerce de détail, 4,9 % dans la finance et l'immobilier, 10,4 % dans la santé et les services sociaux, 7,9 % dans l'éducation, 16,9 % dans les services de commerce et 31,8 % dans les autres services.
Parmi la population en âge de travailler, 18 585 personnes ont déclaré des gains et 25 530 ont déclaré un revenu en 2005. 90,3 % avaient aussi déclaré des heures de travail non rémunérées. Le revenu médian s'élevait alors à 22 205 $ avant et à 20 054 $ après impôt, comparativement à la moyenne provinciale de 22 383 $ avant et 20 205 $ après impôt; les femmes gagnaient en moyenne 4 027 $ de moins que les hommes après impôt, soit 18 540 $. En moyenne, 69,8 % du revenu provenait de gains, 14,9 % de transferts gouvernementaux et 15,4 % d'autres sources. 13,8 % des ménages avaient un faible revenu après impôt, une proportion montant à 14,9 % pour les moins de 18 ans.
Parmi la population active occupée, 4,4 % travaillaient à domicile, 0,3 % travaillait ailleurs dans le monde, 7,3 % étaient sans lieu de travail fixe et 88,0 % avaient un lieu de travail fixe. Parmi les travailleurs ayant un lieu de travail fixe, 89,6 % travaillaient en ville, 6,3 % travaillaient ailleurs dans le comté, 3,1 % travaillaient ailleurs dans la province et 1,1 % travaillaient dans une autre province.
Pour sa part, la Chambre de commerce du Grand Charlottetown qui regroupe actuellement environ 1 000 membres est une organisation sans but lucratif qui a été fondée en 1897. Son principal objectif est le développement économique de la grande région de Charlottetown.

## Gouvernement

### Administration municipale
Le conseil municipal de Charlottetown est formé d'un maire et de dix conseillers de quartier; la ville est en effet subdivisée en quartiers à des fins électorales tandis que le maire est élu par toute la population. Le mandat des élus dure 4 ans. Les élections ont lieu le premier lundi de novembre à tous les quatre ans, la dernière en date se tint le 1er novembre 2010. Un plébiscite fut tenu en même temps, où les électeurs se sont prononcés à 81,7 % en faveur du maintien du système électoral en vigueur. Actuellement[Quand ?], le maire de Charlottetown est Clifford J. Lee.
| Mandat      | Fonctions               | Nom(s)                    |
| ----------- | ----------------------- | ------------------------- |
| 2010 - 2014 | Maire                   | Clifford J. Lee           |
| 2010 - 2014 | Conseillers de quartier |                           |
| 2010 - 2014 | #1 (Queen's Square)     | Edward J. Rice            |
| 2010 - 2014 | #2 (Belvedere)          | Daniel (Danny) J. Redmond |
| 2010 - 2014 | #3 (Brighton)           | Rob Lantz                 |
| 2010 - 2014 | #4 (St. Avard's)        | Mitchell G. Tweel         |
| 2010 - 2014 | #5 (Spring Park)        | Sterling MacFadyen        |
| 2010 - 2014 | #6 (Mount Edward)       | David MacDonald           |
| 2010 - 2014 | #7 (Beach Grove)        | Cecil F. Villard          |
| 2010 - 2014 | #8 (Highfield)          | Jason E. Coady            |
| 2010 - 2014 | #9 (Stonepark)          | Melissa Hilton            |
| 2010 - 2014 | #10 (Falconwood)        | Terence H. Bernard        |

|  | Indépendant | 2003 - en cours | Clifford J. Lee |

Voir la liste des maires de Charlottetown.

### Hôtel de ville

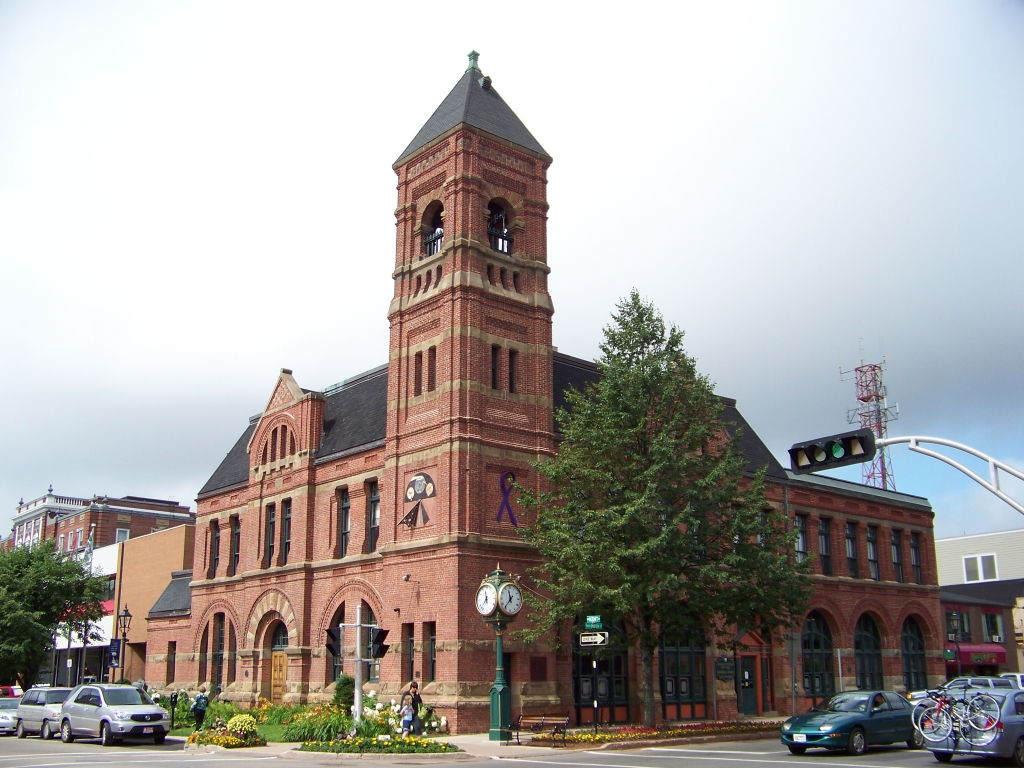
L'hôtel de ville de Charlottetown est un site historique.

L'hôtel de ville de Charlottetown, pour sa part, est situé au 199 Queen St  et a été érigé en 1888. L'hôtel de ville de Charlottetown est un site historique national du Canada.

### Représentation fédérale
Le territoire de la ville de Charlottetown correspond a une circonscription électorale fédérale ce qui accorde au territoire un député officiel au Parlement du Canada. Actuellement[Quand ?] le député qui représente la ville est Sean Casey.

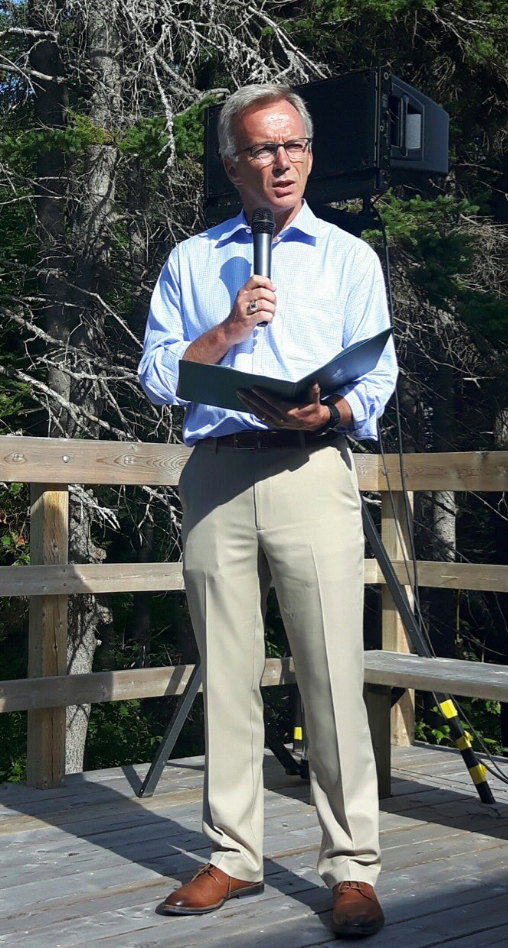
Sean Casey représente la ville au parlement canadien.

## Architecture et paysage urbain
Le centre-ville de Charlottetown inclut les cinq cents lots historiques, arpentés par le capitaine Samuel Holland, ainsi que le quai en avant du port et la rivière Hillsborough.  Les communautés proches du centre-ville original incluent Brighton, Spring Park, Sherwood et Parkdale.  Les régions à l'ouest, au nord et à l'est du centre-ville ont vu la naissance de plusieurs édifices commerciaux et résidentiels dans les dernières décennies.  Les régions extérieures de la ville sont surtout des fermes, tout comme une partie du centre-ville est des cultures expérimentales d'Agriculture Canada.
La ferme expérimentale d'Agriculture Canada, est le restant de la pâture commune Queens Royalty, et a créé un grand espace vert au nord du centre de la ville.  Le développement du canton de Queens Royalty, avec ses 12 acres (49 000 m2) arpentés durant les XVIIIe et XIXe siècles selon un axe nord-sud forcèrent le réseau routier à suivre la grille.

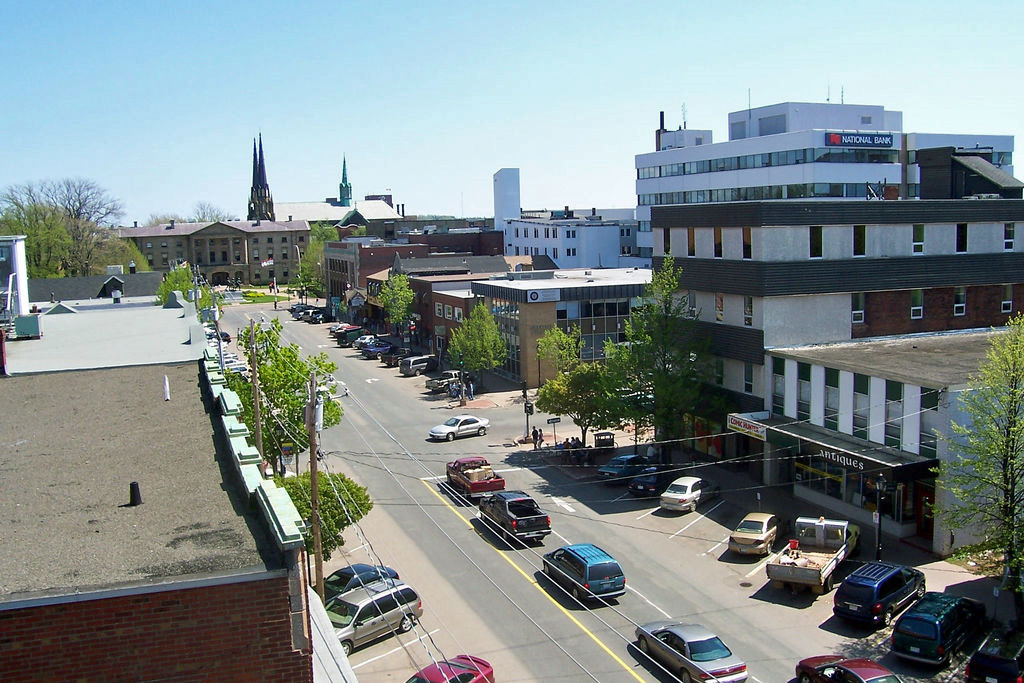
University Avenue.

Le panorama actuel de Charlottetown est dominé par un développement urbain suivant la côte, développement de banlieues vers l'ouest, le nord et l'est, ainsi qu'à l'aéroport au nord.  Le développement commercial, à part du district d'affaires central, suit différents chemins :
- Avenue University/Chemin Malpeque
- Chemin North River/Chemin Lower Malpeque
- Chemin St. Peter's
- Chemin Mount Edward
- Chemin Kensington

Le centre de la ville est agrandi par plusieurs rues:

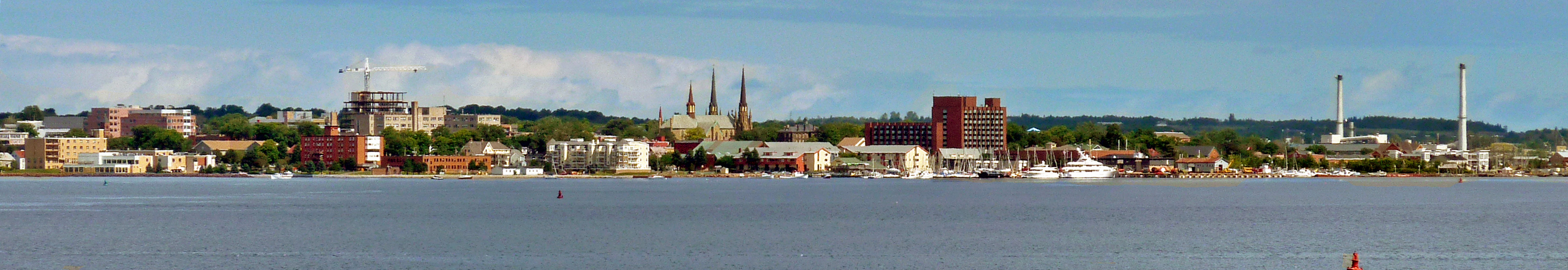
La vue de Charlottetown prise de Port-la-Joye–Fort-Amherst.

- Rue Queen
- Rue Water
- Rue Grafton

### Quartiers

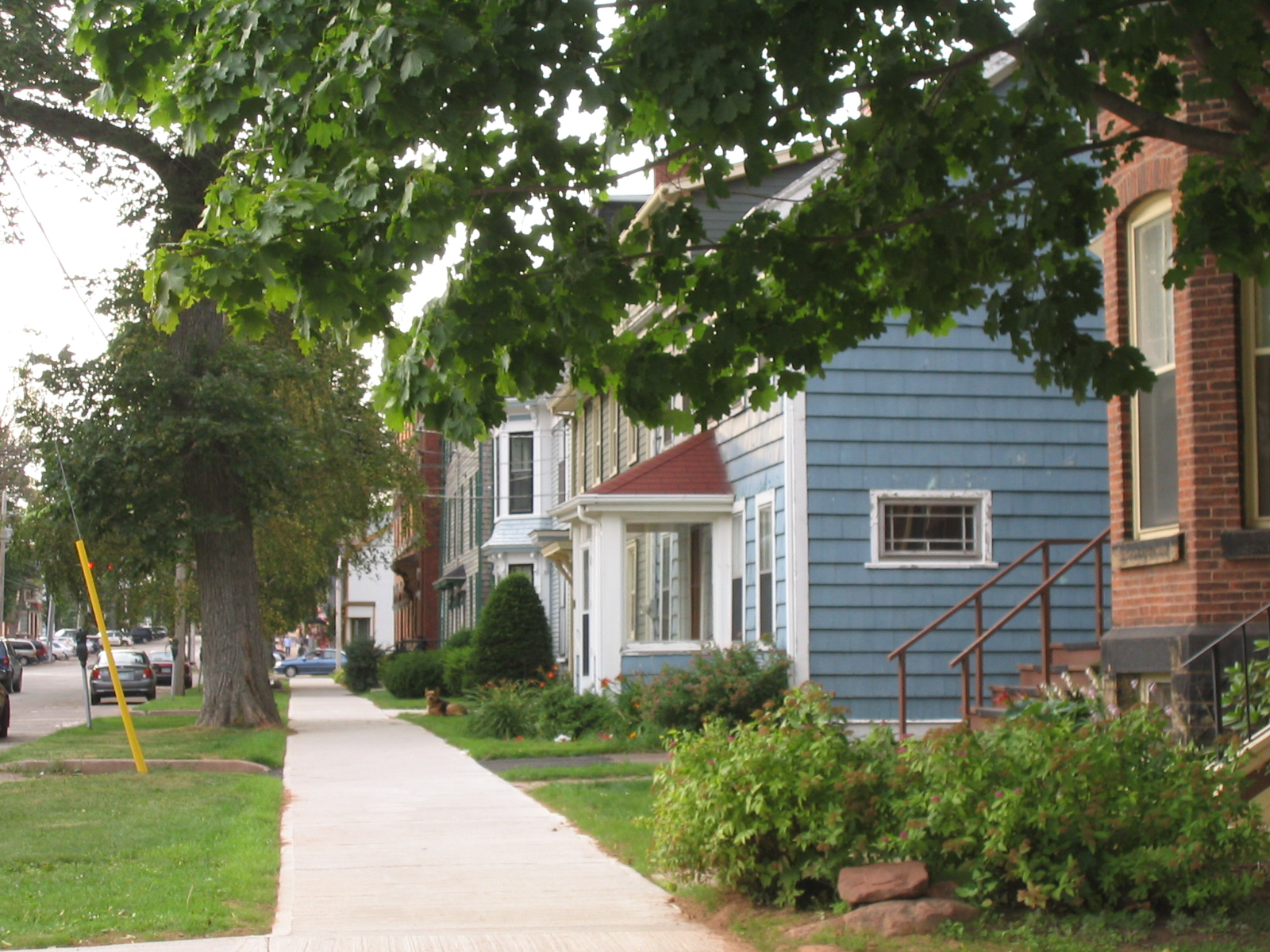
Rue Prince dans le district historique.

Charlottetown contient les quartiers suivants qui étaient déjà des municipalités distinctes:
- Charlottetown (municipalité originale)
- Brighton
- Spring Park
- Parkdale
- Sherwood
- East Royalty (incluant Hillsborough Park)
- West Royalty
- Winsloe

La frontière municipale originale entre Charlottetown et du canton de Queens Royalty était la limite nord des cinq cents lots originaux, maintenant la rue Euston.  Cette frontière fut prolongée au nord à la rue Allen et avenue Kirkwood au début du XXe siècle, prenant une partie rurale communauté de Brighton à l'ouest du centre-ville.  Le village de Spring Park fut fusionné à la ville en 1959, prolongeant la frontière nord de la ville à Hermitage Creek, qui a aussi formé la frontière sud du village de West Royalty.  Le développement a rempli les espaces vides entre les quartiers de Brighton et de Spring Park dans les années 1980.
La fusion municipale en 1996 a apporté les municipalités de Parkdale (village), Sherwood, East Royalty, West Royalty et Winsloe (villages) incorporés à Charlottetown.  Au même moment, les communautés rurales de l'est et de l'ouest de la ville furent fusionnées pour créer les villages de Stratford et de Cornwall.
Une ceinture de verdure est autour de la frontière nord de la municipalité, mais est mal protégée par le gouvernement provincial, causant un étalement urbain.

## Vivre à Charlottetown

### Éducation

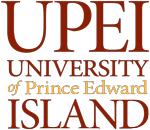
L’Université de l'Île-du-Prince-Édouard.

Les anglophones de la ville disposent de quatorze écoles publiques, gérées par l'Eastern School District, et de quatre écoles privées. Il y a la bibliothèque des services du gouvernement, sur la rue Kent, ainsi que la bibliothèque du Centre de la Confédération, sur la rue Richmond. Le campus principal du collège Holland est situé en ville. Il y a aussi l'Université de l'Île-du-Prince-Édouard.
L'école François-Buote est une école francophone accueillant les élèves de la maternelle à la 12e année; gérée par la Commission scolaire de langue française de l'Île-du-Prince-Édouard, elle compte 313 élèves en 2010-2011. Les francophones bénéficient aussi de la bibliothèque Dr J. Edmond Arsenault et du Carrefour de l'Isle-Saint-Jean, situés dans le même bâtiment que l'école. La bibliothèque du Centre de la Confédération a aussi une collection en français. Le Collège Acadie opère un centre de formation en ville. L'université francophone la plus proche est l'université de Moncton, au Nouveau-Brunswick.

### Religion

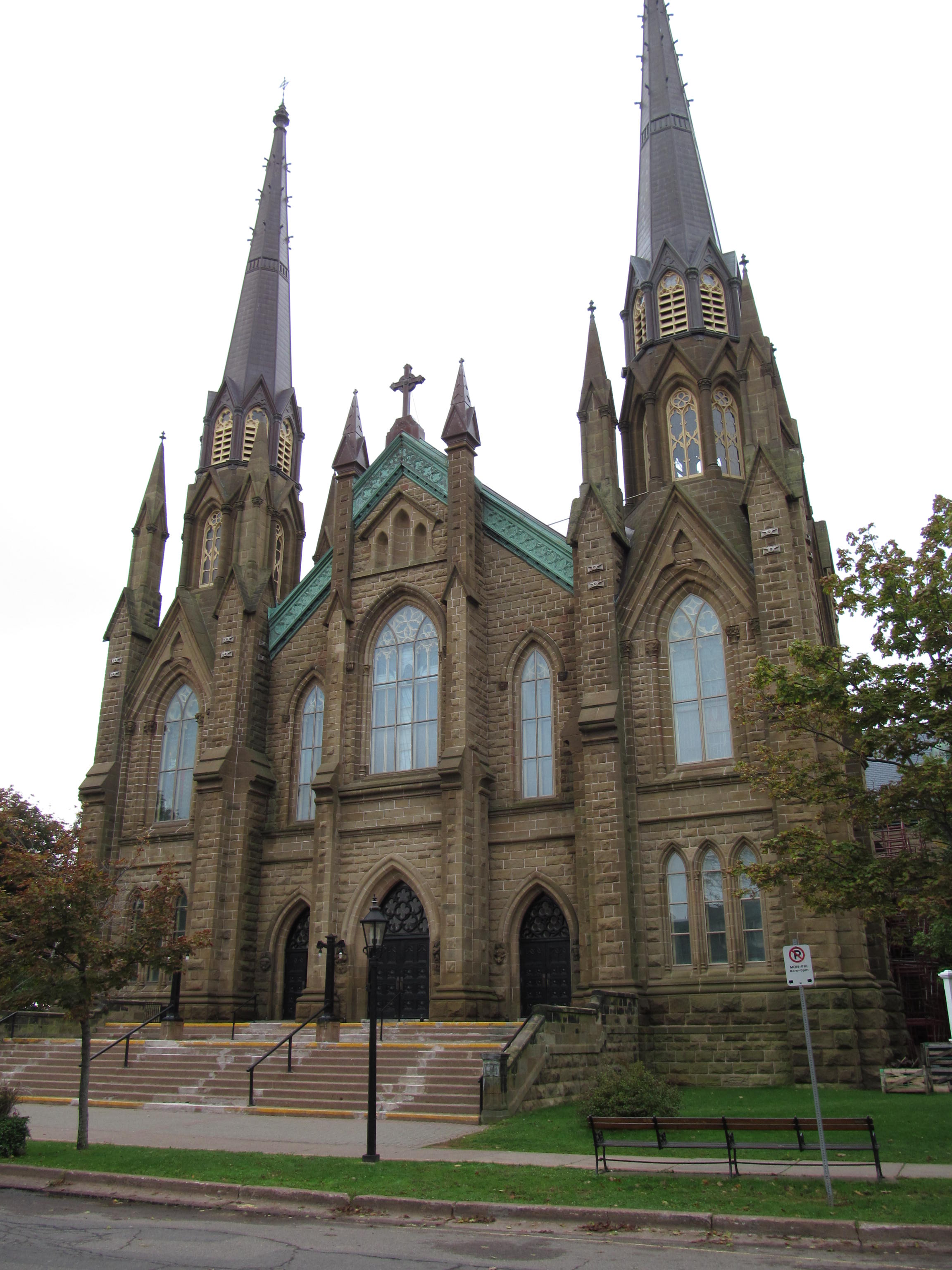
La basilique St. Dunstan's est le siège du Diocèse catholique de Charlottetown.

Charlottetown compte 26 lieux de cultes chrétiens. La ville est le siège du diocèse de Charlottetown. Le siège du diocèse anglican de la Nouvelle-Écosse et de l'Île-du-Prince-Édouard est à Halifax mais Charlottetown compte une cathédrale. Il y a une communauté juive mais pas de synagogue.

### Santé
L'hôpital Queen Elizabeth est le principal hôpital de la province. Fondé en 1982, il compte 274 lits.

### Sport et parcs

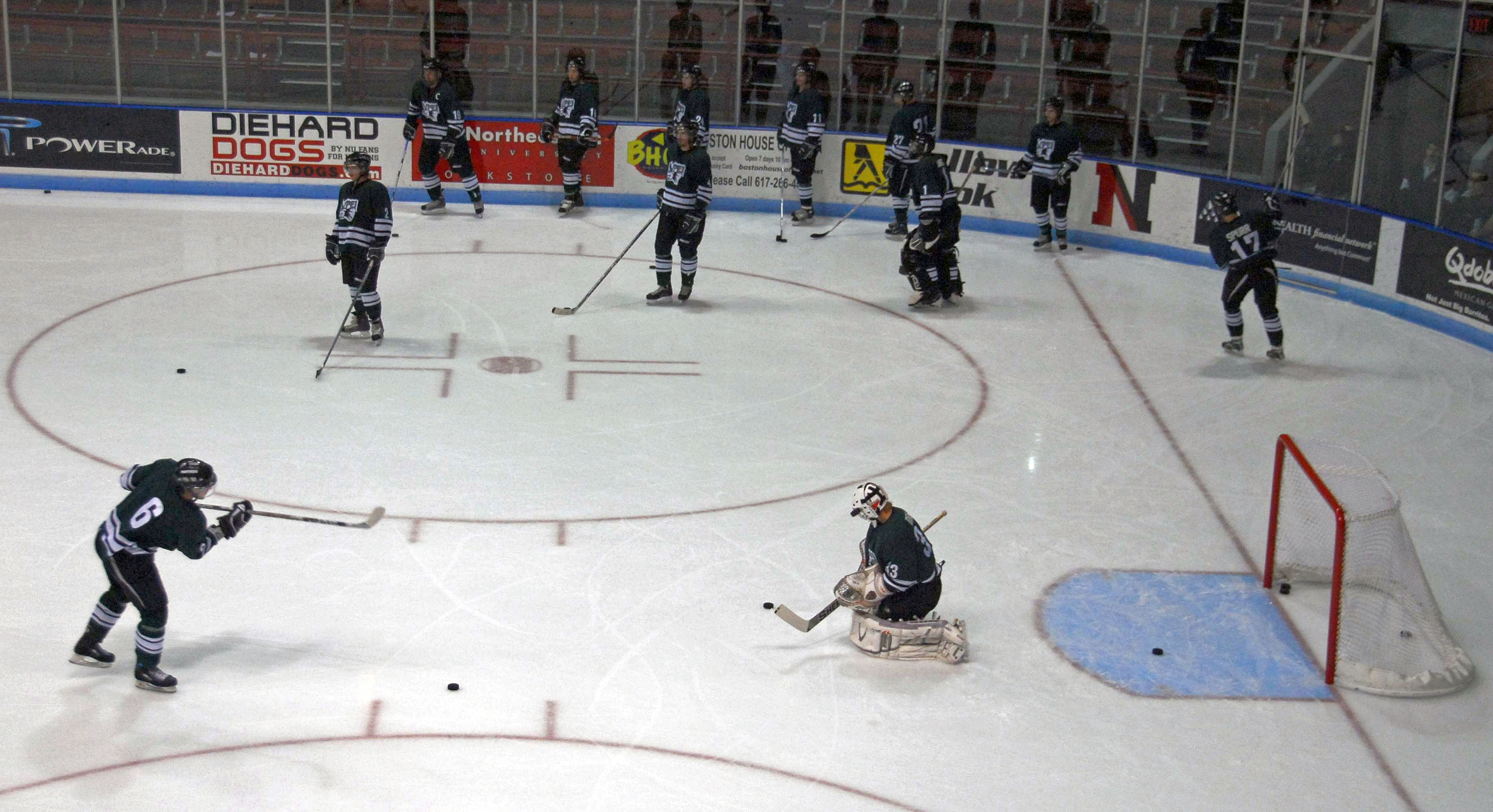
Les Panthers de l'UPEI se préparent pour une partie de hockey.

Le parc Victoria est le principal de la ville, qui en compte en tout 158.
La ville compte de nombreux terrains de soccer, de football canadien, de rugby, de hockey sur gazon, de baseball, de balle-molle, de basket-ball, de tennis et de frisbee. Il y a notamment un terrain d'herbe synthétique à l'université. Il y a aussi deux piscines publiques extérieures et un terrain de jeux d'eau. Il y a un parc de planches à roulettes au parc Victoria. Des anneaux de glace sont aménagés durant l'hiver. Il y a cinq arénas, dont le Charlottetown Civic Centre. Il y a deux centres sportifs, le West Royalty Community Centre – Gym et le CARI Aquatics Complex.

Les Panthers de UÎPÉ.

Les deux écoles secondaires, Colonel Gray et Charlottetown Rural, ont des équipes sportives pour les garçons et les filles. De plus, il y a l'équipe de l'Université de l'Île-du-Prince-Édouard (Panthers de UÎPÉ) affilié à Sport interuniversitaire canadien. Le Collège Holland a aussi une équipe, les Hurricanes de Holland.
Il y a une équipe junior de hockey, les Islanders de Charlottetown, dans la Ligue de hockey junior majeur du Québec. Il n'y a pas d'équipe professionnelle depuis le déménagement des Senators de l'Île-du-Prince-Édouard.
La cité accueillera la XXXVIe finale des Jeux de l'Acadie en 2015.

## Culture

### Personnalités
- Milton Acorn (Charlottetown, 1923 - Chalottetown, 1986), poète;
- Jared Connaughton (Charlottetown, 1985 - ), athlète olympique;
- Dorothy Corrigan (1914 - Charlottetown, 2010), première et seule mairesse de Charlottetown;
- Louis Henry Davies (Charlottetown, 1845 - Ottawa, 1924), homme politique;
- William MacMillan (1943-2023), joueur et entraîneur de hockey;
- Lloyd Duffy (Charlottetown, 1944 - ), jockey du Temple de la renommée de l'Île-du-Prince-Édouard
- Mike Duffy (Charlottetown, 1946 -), sénateur canadien et journaliste;
- Vern Handrahan (Charlottetown, 1938 - ), ancien joueur de la ligue majeure de baseball;
- Safwan Javed - Membre de Wide Mouth Mason[36];
- Lorie Kane (Charlottetown, 1964 - ) , golfeuse professionnelle de la LPGA;
- Joey Kitson (Charlottetown, 1969 - ), chanteur principal du groupe celtique Rawlings Cross;
- Troy Little (né en 1973), artiste de roman graphique, graphiste, un des concepteurs de Angora Napkin;
- Al MacAdam (Charlottetown, 1952 - ), ancien joueur de hockey de la LNH ayant joué pour les North Stars du Minnesota;
- Amber MacArthur (Charlottetown, 1976 - ), personnalité de la télévision;
- David MacEachern (Charlottetown, 1967 - ), bobeur médaillé d'or aux Jeux olympiques d'hiver de 1998;
- Paul MacEwan (Charlottetoewn, 1943-), homme politique;
- Roly MacIntyre (Charlottetown, 1943 - ), fonctionnaire et homme politique;
- Martha MacIsaac (Charlottetown, 1984 - ), actrice;
- Donald Shaw Mac Laughlan (1876-1938), graveur canadien né dans cette ville ;
- Tara MacLean (Charlottetown, 1973 - ), auteure-compositeure-interprète;
- Cynthia MacLeod, violoniste;
- Adam McQuaid (Charlottetown, 1986 - ), joueur de hockey de la LNH ayant évolué dans les Bruins de Boston;
- Don Messer (Fredericton, 1909 - 1973), musicien, apparaissant dans l'émission de télévision Don Messer's Jubilee;
- Heather Moyse (Summerside, 1978 - ), joueuse de rugby à XV et bobeuse médaillée d'or à Jeux olympiques d'hiver de 2010;
- Chris Murphy (Charlottetown, 1968 - ), membre du groupe Sloan;
- Brad Richards (Murray Harbour, 1980 - ) joueur de hockey LNH;
- Daniel Riley (Charlottetown, 1916 - 1984), homme politique;
- Nelson Rattenbury (1907-1973), sénateur;
- Jackie Torrens, actrice, écrivaine et journaliste, gagnante de deux prix Gemini pour Made In Canada;
- Jonathan Torrens (Charlottetown, 1972 - ), acteur, écrivain et producteur;
- Rick Vaive (Ottawa, 1959 - ), ancien joueur de la LNH ayant joué pour les Maple Leafs de Toronto);
- Joel Ward (Toronto, 1980 - ), joueur de la LNH jouant pour les Capitals de Washington.

Groupes:
- Haywire, groupe musical;
- Two Hours Traffic, groupe musical pop rock;

### Charlottetown dans la culture
« Charlotown » est mentionnée dans le roman La Mariecomo de Régis Brun.